# المشعل الرياضي بالساحلين
المشعل الرياضي بالساحلين هو فريق كرة قدم تونسي تأسس عام 1961 في مدينة الساحلين، ولاية المنستير يلعب هذا الفريق في الرابطة التونسية الثالثة لكرة القدم مستوى أول في موسم 2020 - 2021.

## وصلات خارجية
- صفحة المشعل الرياضي بالساحلين على موقع كوووة.
- الموقع الرسمي للجامعة التونسية لكرة القدم.